# Vojtěch Sýbal
Vojtěch Sýbal-Mikše (Praga, 23 febbraio 1903 – ...) è stato un calciatore cecoslovacco, di ruolo centrocampista.

## Carriera

### Nazionale
Il 13 giugno 1926 debutta in Nazionale giocando contro la Svezia (2-2).

## Palmarès

### Club

#### Competizioni nazionali
- Campionato cecoslovacco: 1

Viktoria Žižkov: 1927-1928